# Piper verruculifolium
Piper verruculifolium är en pepparväxtart som beskrevs av William Trelease. Piper verruculifolium ingår i släktet Piper och familjen pepparväxter. Inga underarter finns listade i Catalogue of Life.